# 연초댐
연초댐은 경상남도 거제시 연초면 이목리와 명동리에 걸쳐 있는 댐이다. 1979년 12월에 준공하였다. 높이 24.5m, 길이 120m, 총저수량 460만t의 중앙차수벽형 사력댐으로 주로 공업용수 및 생활용수 공급 역할만 하고 발전시설은 없다.

## 시설 개요
- 하천명 : 연초천
- 위치 : 경상남도 거제시 연초면 덕치리
- 준공년도 : 1979년 12월

### 본댐
- 형식 : 중앙차수벽형 사력댐
- 길이 : 120m
- 높이 : 24.5m

### 저수지
- 명칭 : 연초호
- 총저수용량 : 496만t
- 유효저수용량 : 459만t
- 저수면적 : 11.7km3

## 이용 현황
- 연초댐은 거제시 지역에 생활용수를, 삼성중공업과 대우조선해양에 공업용수를 공급한다.
- 정수시설이 있으나 2004년 9월부터 운휴중이다.